# حصار الرها (1146)
مثّل حصار الرها في أكتوبر - نوفمبر 1146 نهاية حكم الفرانكيين في الرها عشية الحملة الصليبية الثانية . كان هذا هو الحصار الثاني الذي تتعرض له المدينة منذ عدة سنوات، وانتهى الحصار الأول في ديسمبر 1144. في عام 1146، استعاد الكونت جوسلين الثاني من الرها وبلدوين من ماراش المدينة خلسة، لكنهم لم يتمكنوا من الاستيلاء على القلعة أو حتى محاصرتها بشكل صحيح. بعد حصار مضاد قصير، استولى الحاكم التركي نور الدين على المدينة. ذُبح السكان المتعاونين مع الصليبيين وهدمت الجدران. كان هذا الانتصار محوريًا في صعود نور الدين وانهيار مدينة الرها المسيحية.